# Masters de Roma 2021
El Internazionali BNL d'Italia 2021 fue la 78.ª edición del Abierto de Italia, siendo un torneo de tenis ATP Tour Masters 1000 en su rama masculina y WTA 1000 en la femenina se disputó en la Foro Itálico de Roma (Italia). Se llevó a cabo desde el 10 hasta el 17 de mayo de 2021.

## Puntos y premios en efectivo

### Distribución de puntos
| Evento                  | G    | F   | SF  | CF  | R16 | R32 | R64 | C  | C2 | C1 |
| Individuales masculinos | 1000 | 600 | 360 | 180 | 90  | 45  | 10  | 25 | 16 | 0  |
| Dobles masculinos       | 1000 | 600 | 360 | 180 | 90  | 0   | —   | —  | —  | —  |
| Individuales femeninos  | 900  | 585 | 350 | 190 | 105 | 60  | 1   | 30 | 20 | 1  |
| Dobles femeninos        | 900  | 585 | 350 | 190 | 105 | 1   | —   | —  | —  | —  |

### Premios en efectivo
| Evento                  | G         | F         | SF        | CF        | R16      | R32      | R64      | C2      | C1      |
| Individuales masculinos | 958 055 € | 484 950 € | 248 745 € | 128 200 € | 64 225 € | 33 635 € | 18 955 € | 7 255 € | 3 630 € |
| Individuales femeninos  | 523 858 € | 261 802 € | 130 774 € | 60 240 €  | 29 866 € | 15 330 € | 7 879 €  | 4 385 € | 2 256 € |
| Dobles masculinos       | 284 860 € | 139 020 € | 69 680 €  | 35 510 €  | 18 730 € | 10 020 € | —        | —       | —       |
| Dobles femeninos        | 149 964 € | 75 744 €  | 37 491 €  | 18 872 €  | 9 532 €  | 4 724 €  | —        | —       | —       |

## Cabezas de serie
A partir de la nueva actualización del ranking ATP, se defenderán solamente el 50% de los puntos conseguidos entre el 4 de marzo y el 5 de agosto de la temporada 2019.

### Individuales masculino
| N.º | Rank. | Tenista            | Puntos | Puntos por defender | Puntos ganados | Nuevos puntos | Ronda hasta la que avanzó en el torneo              |
| 1   | 1     | Novak Djokovic     | 11 463 | 1000                | 600            | 11 063        | Final, perdió ante Rafael Nadal [2]                 |
| 2   | 3     | Rafael Nadal       | 9630   | 1000                | 1000           | 9630          | Campeón, venció a Novak Djokovic [1]                |
| 3   | 2     | Daniil Medvédev    | 9780   | 10                  | 10             | 9780          | Segunda ronda, perdió ante Aslán Karatsev           |
| 4   | 4     | Dominic Thiem      | 8365   | 10                  | 90             | 8445          | Tercera ronda, perdió ante Lorenzo Sonego           |
| 5   | 5     | Stefanos Tsitsipas | 7610   | 180                 | 180            | 7610          | Cuartos de final, perdió ante Novak Djokovic [1]    |
| 6   | 6     | Alexander Zverev   | 6945   | 10                  | 180            | 7115          | Cuartos de final, perdió ante Rafael Nadal [2]      |
| 7   | 7     | Andrey Rublev      | 6000   | 2                   | 180            | 6178          | Cuartos de final, perdió ante Lorenzo Sonego        |
| 8   | 10    | Diego Schwartzman  | 3743   | 300                 | 0              | 3443          | Segunda ronda, perdió ante Félix Auger-Aliassime    |
| 9   | 9     | Matteo Berrettini  | 4048   | 180                 | 0              | 3958          | Tercera ronda, perdió ante Stefanos Tsitsipas [5]   |
| 10  | 11    | Roberto Bautista   | 3125   | 10                  | 90             | 3205          | Tercera ronda, perdió ante Andrey Rublev [7]        |
| 11  | 12    | Pablo Carreño      | 3015   | 45                  | 45             | 3015          | Segunda ronda, se retiró ante Kei Nishikori         |
| 12  | 14    | David Goffin       | 2835   | 45                  | 45             | 2835          | Segunda ronda, perdió ante Federico Delbonis [Q]    |
| 13  | 13    | Denis Shapovalov   | 2855   | 180                 | 0              | 2675          | Tercera ronda, perdió ante Rafael Nadal [2]         |
| 14  | 15    | Gaël Monfils       | 2703   | 10                  | 0              | 2703          | Primera ronda, perdió ante Lorenzo Sonego           |
| 15  | 19    | Hubert Hurkacz     | 2543   | 45                  | 0              | 2498          | Primera ronda, se retiró ante Lorenzo Musetti [WC]  |
| 16  | 17    | Grigor Dimitrov    | 2576   | 45                  | 0              | 2531          | Primera ronda, perdió ante Alejandro Davidovich [Q] |

#### Bajas masculinas
| Rank. | Tenista       | Puntos antes | Puntos por defender | Puntos ganados | Puntos después | Motivo              |
| ----- | ------------- | ------------ | ------------------- | -------------- | -------------- | ------------------- |
| 8     | Roger Federer | 5785         | 90                  | 0              | 5695           | Motivos personales. |

### Dobles masculino
| Tenistas                           | Ranking | Preclasificado |
| Juan Sebastián Cabal Robert Farah  | 5       | 1              |
| Nikola Mektić Mate Pavić           | 5       | 2              |
| Ivan Dodig Filip Polášek           | 17      | 3              |
| Marcel Granollers Horacio Zeballos | 18      | 4              |
| Rajeev Ram Joe Salisbury           | 25      | 5              |
| Jamie Murray Bruno Soares          | 30      | 6              |
| Wesley Koolhof Jean-Julien Rojer   | 36      | 7              |
| Kevin Krawietz Horia Tecău         | 38      | 8              |

### Individuales femenino
- Ranking del 3 de mayo de 2021.[5]

| N.º | Rank. | Tenista           | Puntos | Puntos por defender | Puntos ganados | Nuevos puntos | Ronda hasta la que avanzó en el torneo              |
| 1   | 1     | Ashleigh Barty    | 10090  | 105                 | 190            | 10175         | Cuartos de final, se retiró ante Cori Gauff         |
| 2   | 2     | Naomi Osaka       | 7650   | 190                 | 60             | 7520          | Segunda ronda, perdió ante Jessica Pegula           |
| 3   | 3     | Simona Halep      | 6520   | 900                 | 60             | 5680          | Segunda ronda, se retiró ante Angelique Kerber      |
| 4   | 4     | Sofia Kenin       | 5905   | 105                 | 60             | 5860          | Segunda ronda, perdió ante Barbora Krejčíková       |
| 5   | 6     | Elina Svitólina   | 5835   | 190                 | 190            | 5835          | Cuartos de final, perdió ante Iga Świątek [15]      |
| 6   | 7     | Bianca Andreescu  | 5265   | 0                   | 0              | 5265          | Baja antes de la primera ronda.                     |
| 7   | 4     | Aryna Sabalenka   | 6195   | 1                   | 105            | 6299          | Tercera ronda, perdió ante Cori Gauff               |
| 8   | 8     | Serena Williams   | 4850   | 60                  | 60             | 4850          | Segunda ronda, perdió ante Nadia Podoroska          |
| 9   | 9     | Karolína Plíšková | 4660   | 585                 | 585            | 4660          | Final, perdió ante Iga Świątek [15]                 |
| 10  | 11    | Belinda Bencic    | 4140   | 60                  | 1              | 4081          | Primera ronda, perdió ante Kristina Mladenovic [LL] |
| 11  | 12    | Petra Kvitová     | 4160   | 105                 | 60             | 4115          | Segunda ronda, perdió ante Vera Zvonareva [Q]       |
| 12  | 13    | Garbiñe Muguruza  | 4110   | 350                 | 105            | 3865          | Tercera ronda, perdió ante Elina Svitólina [5]      |
| 13  | 14    | Jennifer Brady    | 3830   | 0                   | 60             | 3890          | Segunda ronda, se retiró ante Ekaterina Alexandrova |
| 14  | 16    | Elise Mertens     | 3685   | 190                 | 1              | 3496          | Primera ronda, perdió ante Veronika Kudermétova     |
| 15  | 17    | Iga Świątek       | 3555   | 1                   | 900            | 4454          | Campeona, venció a Karolína Plíšková [9]            |
| 16  | 18    | Johanna Konta     | 3236   | 585                 | 1              | 2652          | Primera ronda, perdió ante Jeļena Ostapenko         |
| 17  | 19    | María Sákkari     | 3020   | 585                 | 60             | 2495          | Segunda ronda, perdió ante Cori Gauff               |

#### Bajas femeninas
| Rank. | Tenista           | Puntos antes | Puntos por defender | Puntos ganados | Puntos después | Motivo                  |
| ----- | ----------------- | ------------ | ------------------- | -------------- | -------------- | ----------------------- |
| 6     | Bianca Andreescu  | 5265         | 0                   | 0              | 5265           | Normas contra Covid-19. |
| 10    | Kiki Bertens      | 3470         | 60                  | 0              | 3410           |                         |
| 15    | Victoria Azárenka | 3526         | 190                 | 0              | 3336           | Lesión en pie.          |

### Dobles femenino
| Tenistas                              | Ranking | Preclasificada |
| Su-Wei Hsieh Elise Mertens            | 4       | 1              |
| Barbora Krejčíková Kateřina Siniaková | 15      | 2              |
| Nicole Melichar Demi Schuurs          | 21      | 3              |
| Shuko Aoyama Ena Shibahara            | 26      | 4              |
| Alexa Guarachi Desirae Krawczyk       | 34      | 5              |
| Hao-Ching Chan Yung-Jan Chan          | 42      | 6              |
| Yifan Xu Shuai Zhang                  | 47      | 7              |
| Gabriela Dabrowski Asia Muhammad      | 48      | 8              |

## Campeones

### Individual masculino
Rafael Nadal venció a  Novak Djokovic por 7-5, 1-6, 6-3

### Individual femenino
Iga Świątek venció a  Karolína Plíšková por 6-0, 6-0

### Dobles masculino
Nikola Mektić /  Mate Pavić vencieron a  Rajeev Ram /  Joe Salisbury por 6-4, 7-6(7-4)

### Dobles femenino
Sharon Fichman /  Giuliana Olmos vencieron a  Kristina Mladenovic /  Markéta Vondroušová por 4-6, 7-5, [10-5]